# José Emilio Pacheco

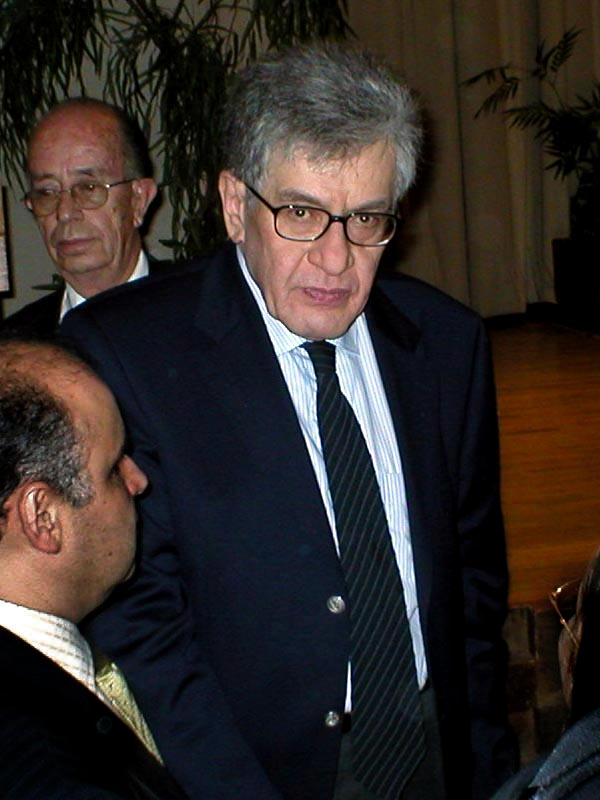
José Emilio Pacheco 2003.

José Emilio Pacheco Berny, född 30 juni 1939 i Mexico City, död 26 januari 2014 i Mexico City, var en mexikansk författare.
Han är ansedd som en av Mexikos främsta poeter och skrev även essäer och prosaverk samt var verksam som översättare. Han undervisade vid universitet i USA, Kanada och Storbritannien och var medlem av Mexikanska akademien. 2009 tilldelades han Cervantespriset, det förnämsta litterära priset för spanskspråkiga författare.